# Wario Blast: Featuring Bomberman!
Wario Blast: Featuring Bomberman! (in Japan: Bomberman GB) is een cross-over-en actiecomputerspel voor de Game Boy, ontwikkeld door Hudson Soft en uitgegeven door Nintendo in 1994. Het spel verscheen alleen in de Verenigde Staten, maar in Japan werd ongeveer eenzelfde exemplaar uitgebracht, maar dan zonder spelfiguur Wario in de hoofdrol.

## Ontvangst
| Beoordeeld door | Jaar | Score |
| --------------- | ---- | ----- |
| Mega Fun        | 1995 | 83%   |
| GamePro (US)    | 1995 | 80%   |
| Game Players    | 1995 | 29%   |